# Peque (Zamora)
Peque (en carballés Peica) es un municipio y localidad española de la provincia de Zamora, en la comunidad autónoma de Castilla y León. Perteneciente a la comarca de La Carballeda, su casco urbano cuenta con una ermita que ofrece la particular visión del renacimiento en la localidad y una iglesia parroquial. Ambas presentan un notable contraste entre la amarillenta piedra de su fábrica y su tejado de pizarra oscura.

## Geografía
Peque es un municipio de la provincia de Zamora, dentro de la comunidad autónoma de Castilla y León. Se encuentra situado a 850 metros de altitud sobre el nivel del mar y a 90 kilómetros al noroeste de la capital de la provincia, perteneciendo a la comarca de la Carballeda.
Limita con las localidades de Santa Eulalia, Valleluengo, Donadillo y Otero de Centenos; y con los municipios de Molezuelas, Villalverde, Justel y Muelas.
Su relieve es irregular, generalmente llano, con pequeñas colinas y vaguadas, siendo el punto más alto el Castro (que tiene 994 metros de altitud).
Sus tierras están regadas por los ríos Ribera y Negro, nacidos respectivamente, El Ribera en la sierra de Vega del Castillo y el Negro en el Pico de Peñanegra (que tiene 1500 metros de altitud), por lo que es rico en agua, manantiales, fuentes, humedales, arroyos y lagunas, (por ello en su escudo figura el color azul, símbolo del agua).
La principal fuente de riqueza de sus habitantes proviene del sector primario, la agricultura y la ganadería, adaptadas al terreno y al clima de la zona, destacando los cereales, patatas y productos de huerta, así como ovejas, cabras y vacas. Igualmente hay abundancia de pinos, robles y castaños, por ello en su escudo figuran dos robles de color verde.
En sus bosques abundan todo tipo de animales: lobo, jabalí, corzo, zorro, liebre y perdiz. Existiendo un coto de pesca y un vivero de alevines de trucha en el río Ribera (trucha a la sanabresa), por lo que en su escudo figura una trucha en color azul, como símbolo de riqueza.

## Historia

### Prehistoria y Edad Antigua
Si bien se desconoce su origen, la zona ya estuvo habitada en la antigüedad, existiendo un castro de la Edad de Hierro entre Peque y Otero de Centenos. El castro estuvo habitado por los astures a quienes servía como baluarte ante las incursiones de los romanos, hasta que fueron conquistados entre los años 27 y 19 antes de Cristo. 
Sus habitantes fueron hombres libres, pero no eran ciudadanos romanos, que trabajaron en las explotaciones mineras en las cercanas Médulas. 
Con la romanización se hicieron asentamientos en las llanuras y en las riberas de los ríos, por lo que es posible que surgiese un núcleo de población a orillas del río Ribera. 

### Edad Media
La actual población parece ser que tiene su origen con la reconquista por las tropas cristianas, alrededor de los siglos IX o X, ya que durante la dominación musulmana la zona quedó prácticamente despoblada. En una primera etapa los nuevos núcleos de población quedaban bajo el dominio de un monasterio, en este caso pudo quedar bajo el de San Esteban de Nogales o el de Santa María de Moreruela. En esta época, Peque quedó integrado en el Reino de León, cuyos monarcas acometieron la repoblación del oeste zamorano.
En el año 1373 Enrique II el de las Mercedes, nombró a su hijo natural, tenido con Beatriz Ponce de León, como Duque de Benavente, con dominio sobre todas sus villas y lugares, estando Peque entre ellos. El 17 de mayo de 1398, el nieto de este monarca, Enrique III, concedió a Don Juan Alonso Pimentel el título de Conde de Benavente, con derechos sobre la villa, su castillo, y toda la jurisdicción que comprendían las villas y lugares que lo formaban. El estado de Benavente estaba dividido en Merindades, perteneciendo Peque a la Merindad de Tera. En 1434 el Concejo de Benavente estaba dividido en seis sexmos, perteneciendo Peque al sexmo del Val de Vidriales. 

### Edad Moderna
En el censo de 1530 figuraban en Peque 44 pecheros, mientras que en el de 1591 figuraban 57 pecheros, un hidalgo y un clérigo. 
En una declaración hecha por los alcaldes, fechada en Medina del Campo en 1752, previa al catastro del Marqués de la Ensenada, se recoge que Peque es un lugar de señorío perteneciente al Conde de Benavente en la provincia de Valladolid, siendo sus vecinos 113, lo que supondría una población de unas 450 personas. 

### Edad Contemporánea
Durante la invasión francesa en el siglo XIX, España se dividió en Prefecturas, perteneciendo Peque a la de Astorga.
Al efectuarse la nueva división en provincias en 1833, Peque va a quedar definitivamente encuadrado en la de Zamora, dentro de la Región Leonesa, quedando integrado en 1834 en el partido judicial de Puebla de Sanabria.
En el diccionario de Madoz, a mediados del siglo XIX, figura que Peque tenía 100 casas y contaba con 90 vecinos, unas 360 personas, destacando la cantidad de vecinos que se dedicaban al comercio y a la arriería. 

## Geografía humana

### Demografía
Cuenta con una población de 122 habitantes (INE 2024).
| Gráfica de evolución demográfica de Peque entre 1842 y 2021                                                           |
| |
| Población de derecho según los censos de población del INE. Población de hecho según los censos de población del INE. |

### Comunicaciones
Se puede acceder al pueblo desde la N-525, por la carretera local que sale en la venta llamada El Empalme; y desde la comarcal que va al pueblo de La Bañeza (León), por la carretera local que sale en el cruce de Muelas de los Caballeros.

## Servicios
Los servicios de los que dispone el pueblo son: consultorio médico (dos días a la semana), autobuses de lunes a viernes (para viajar a Mombuey, Zamora o Benavente), una zona wifi en el ayuntamiento, una tienda y dos establecimientos hosteleros.

## Cultura

### Patrimonio material

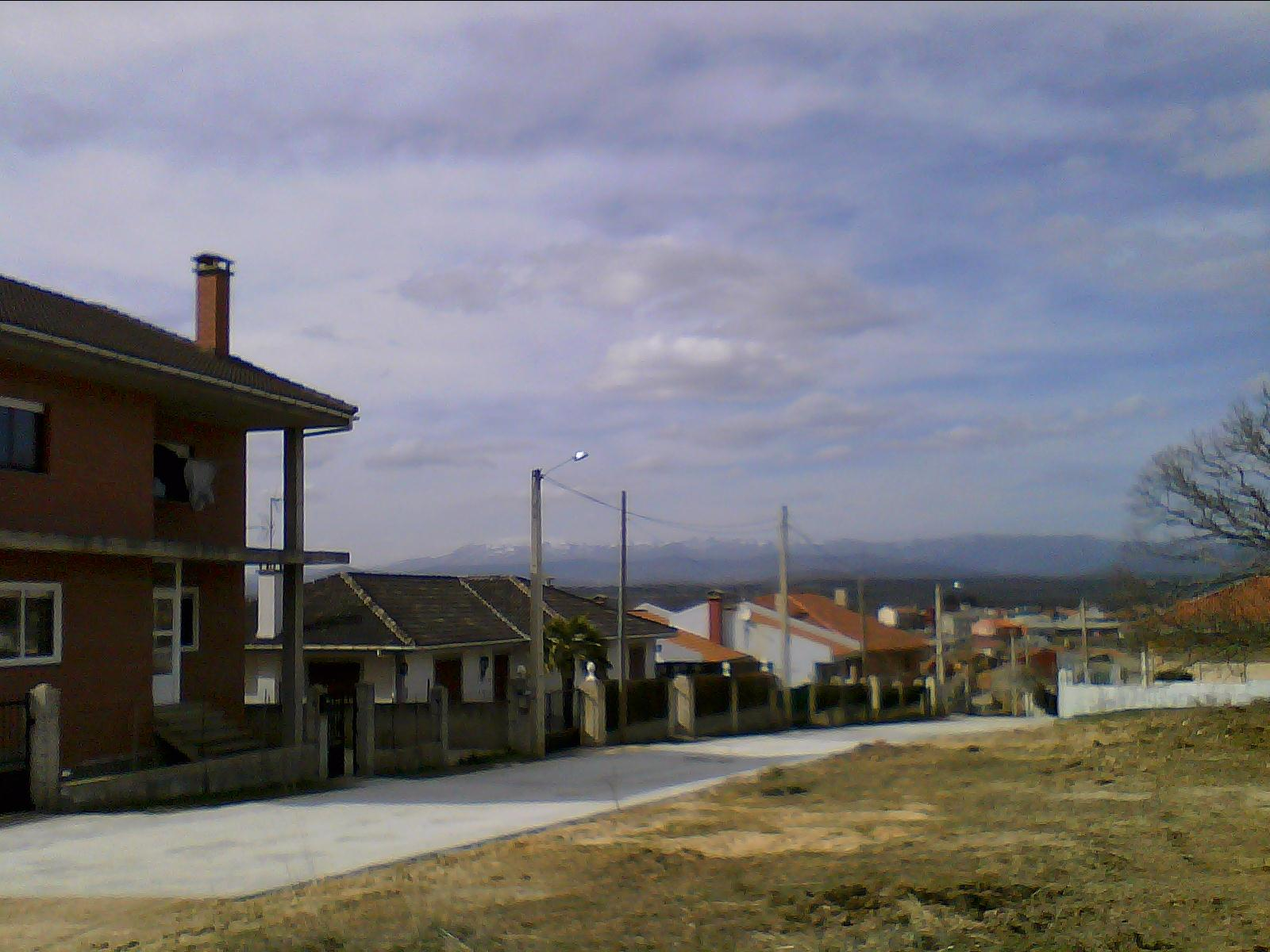
Calle de Peque

El principal edificio de la localidad es su iglesia parroquial dedicada a la Santísima Trinidad. De estilo renacentista, construida sobre unos restos de una románica de los siglos XII, que a su vez se edificó encima de una basílica visigótica. Consta de tres naves y está presidida por un retablo barroco. 
En su piedra figura grabado un lobo, que figura como elemento distintivo de la localidad en su escudo.
Posee además una ermita llamada Ermita de la Virgen de la Consolación , tres molinos, llamados: "El Fresno", "Quemado" y "Riberina" y un puente de la época románica llamado Puente Oterino, además de otros más construidos en la actualidad.
Todavía quedan restos de casas antiguas, construidas con adobes, en cambio las actuales casas están hechas de diferentes materiales y tienen diferentes formas y tamaños, posee además numerosos pilones que servían de abrebaderos para el ganado y antiguas fuentes de piedra, además de algunas actuales entre las que se encuentra la del parque principal.

### Fiestas
Las fiestas patronales son el cuarto domingo de septiembre, en que se celebra la fiesta de Nuestra Señora de la Consolación, cuya imagen venera en su ermita, de la que ya existía una cofradía en el año 1698.
Esta fiesta se celebra con una novena durante nueve días, dos misas con procesión, juegos y entretenimiento para todos los espectadores el viernes, el sábado y el domingo por la noche tienen lugar las verbenas.
Además, en la jornada del sábado se celebra una ronda por todo el pueblo con el objetivo de buscar financiación para la fiesta. Todo ello acompañado de la música de los ilustres "Gaiteros Colino".
También se celebra la Santísima Trinidad, que es siete semanas después del domingo de Pascua y San Germán.